# Linux Wolverine
Wolverine är en linuxdistribution avsedd att användas som en mjukvarubrandvägg på en dedikerad dator. Wolverine innehåller även funktionalitet för IPsec och virtuellt privat nätverk.